# Игровая механика
Игрова́я меха́ника (англ. game mechanics) — набор правил и способов, реализующий определённым образом некоторую часть интерактивного взаимодействия игрока и игры. Все множество игровых механик игры формируют конкретную реализацию её игрового процесса.

## Описание
Строгого определения термина нет, но в то же время мнения сходятся в том, что игровой процесс (геймплей) описывает игру в общем случае, а игровые механики позволяют конкретно реализовать то, как игра функционирует. Например, геймдизайнер может сформулировать коллегам геймплей как «игрок использует множество различных машин (автомобили, мотоциклы, грузовики, танки, и т.д.) для того, чтобы уйти от полиции», но при этом не рассказать о том, как конкретно он это делает. В результате, если он объяснит таким образом что нужно сделать другим разработчикам, то вместо Grand Theft Auto может получиться гоночная игра. Для достижения своей цели геймдизайнеру необходимо рассказать более точно и формализованно о тех сущностях, которые он задумал, и сюда входит как конкретное описание элементов игрового мира, так и то, как игрок с ним взаимодействует. Представление игрового процесса в терминах игровых механик позволяет не только успешнее решать вопросы коммуникации в команде, но и формализовать, тестировать и улучшать игровой процесс во время его разработки.
Ричард Раус приводит следующие примеры игровых механик: в игре Crash Bandicoot игровая механика нападения в прыжке (англ. attack-jump) выполняется нажатием кнопки «вниз» или «ползти» в то время, как герой находится в прыжке; механика отправки юнита на новое место в игре Warcraft происходит кликом левой кнопки мыши на юните, перемещением указателя на желаемое место назначения, и далее нажатие правой кнопки мыши.
Ряд подходов к определению игровых механик разделяет такие понятия, как правила игры (как моделируется игровой мир) и действия, доступные игроку (способы взаимодействия игрока с этим миром). В этих случаях под игровой механикой понимается последнее — множество действий и способов, доступных игроку. В то же время есть определения, использующие оба эти понятия: «любая часть системы правил игры, которая покрывает один и только один способ интерактивного взаимодействия, происходящего во время игры; может быть как общей, так и специфической … все механики в совокупности задают правила игры».
Одним из подходов является описание в терминах объектов и их методов, или агентов. Здесь игровая механика является действием, которое совершается над системой в каком-то состоянии. Т.е. игровая механика определяется как «методы, вызываемые агентами» или «методы, спроектированные для интерактивного взаимодействия с состоянием игры». В этом случае игровые механики описываются глаголами: бежать, прыгать, стрелять, ехать верхом, перезарядить оружие, отдать приказ, поменять оружие, взглянуть на некоторое место, и так далее.

## Классификация
Для описания игрового процесса различают понятие главной игровой механики (англ. core game mechanics, «ядро» геймплея), а также понятия основных (англ. primary) и второстепенных (англ. secondary). Главная игровая механика представляет описание действий, которые игрок выполняет снова и снова на протяжении всей игры (прыжки в платформере). Основные включают в себя все механики, которые доступны игроку во время всей игры (прыжки в шутере) или становящимися доступными на ранних стадиях игры (для Grand Theft Auto это стрельба, поединки в ближнем бою, вождение). Второстепенные могут применяться игроком при определённых условиях, например, после того, как игровой персонаж достигает некоторого уровня мастерства.